# Johann Kasimir Kolbe von Wartenberg
Johann Kasimir Kolbe von Wartenberg (6 février 1643 - 4 juillet 1712) est premier ministre du Royaume de Prusse de 1697 à 1710. Le grand-chambellan de Frédéric Ier de Prusse, est également maréchal du royaume chancelier de l'Ordre de l'Aigle noir et Statthalter héréditaire de toutes les principautés, comtés et seigneuries de la succession d'Orange.

## Biographie
Fils d'un noble palatin exilé, le comte Johann Kasimir Kolbe von Wartenberg naît le 6 février 1643 à Metz, ville alors ouverte à la Réforme, où ses parents avaient trouvé refuge pendant la Guerre de Trente Ans. Si Kolbe de Wartenberg quitte Metz, il reste un moment en relation avec le pasteur messin Paul Ferry, qui le tient en haute estime. Très tôt ambassadeur, Kolbe von Wartenberg sert d'abord le comte palatin Louis-Henri de Palatinat-Simmern, comme conseiller et grand écuyer. Après la mort de la comtesse palatine Marie d'Orange-Nassau en 1688, Kolbe von Wartenberg se met au service de Frédéric III, margrave-électeur de Brandebourg, (futur roi de Prusse). 
D'abord commandant d'Oranienburg en 1690, il est nommé Schlosshauptmann à Berlin, grand officier de l'État, en 1691. En 1695, il épouse la fille d'un riche marchand d'Emmerich am Rhein, avec laquelle il aura 4 enfants: Frédéric en 1697, casimir en 1699, Frédéric-Charles en 1704 et Antoine-Guillaume en 1707. En 1696, il est nommé Oberstallmeister, grand écuyer, et Oberkammerherr, grand chambellan du roi. Enfin, en 1697, il est nommé premier ministre d’État par Frédéric. 
Surnommé le « Grand vizir » par l'épouse du margrave, Sophie-Charlotte de Hanovre, le comte Kolbe fait partie, avec August Wittgenstein et Alexander von Wartensleben, du Drei-Grafen-Kabinett, le « Cabinet des trois comtes », sorte de Triumvirat officieux à la tête du royaume de Prusse. Il est par conséquent en grande partie responsable de la politique financière désastreuse de l’État prussien, ce qui lui vaut l'exil en 1710. 
Après la mort de la reine, il pousse le roi quinquagénaire à se remarier avec la très belle Sophie-Louise de Mecklembourg-Schwerin de vingt ans  sa cadette afin de consolider sa dynastie. Cependant le mariage est stérile et, bien que mariée à un roi calviniste, la jeune souveraine reste une luthérienne militante au point de s'attirer les foudres de son mari ainsi que la haine de son ministre et de l'épouse de celui-ci qui est la maîtresse du roi.
Disgracié en 1710, le comte Johann Kasimir Kolbe von Wartenberg se retire avec son épouse à Francfort-sur-le-Main, où il meurt le 4 juillet 1712. Il est inhumé à Berlin.